# La croce perduta
La croce perduta è un romanzo storico di Guido Cervo ambientato nel XIII secolo, pubblicato nel 2010 dalla casa editrice Piemme.

## Trama
È il 1241. Dalle steppe dell'Est un'ondata di uomini dilaga nel centro dell'Europa. Sono assetati di sangue e saccheggi, una fama di crudeltà ed efferatezza li precede. Sono Tartari, un nome ormai sinonimo di terrore. Le forze cristiane chiamate a raccolta dal duca di Slesia, Enrico il Pio, li considerano selvaggi. Pagheranno caro lo sprezzo. Nella battaglia di Liegnitz, l'esercito viene annientato. Le città che si trovano sulla strada degli invasori sono rase al suolo, le popolazioni disperse. Di ritorno dalla Terrasanta, Eustachius von Felben, monaco guerriero dell'Ordine dei cavalieri teutonici, sta attraversando con un pugno di compagni quelle terre devastate. È un uomo d'arme, animato però da una fede incrollabile e ardente, nella quale soltanto trova rifugio dall'incalzare dei suoi tormenti interiori. In marcia verso il Nord, deve scortare un mercante veneziano, latore di un'importante missiva del Doge per il Gran Maestro dell'Ordine in Prussia, e di un dono di valore inestimabile, prezioso quanto una reliquia: una croce tempestata di gemme, appartenuta a Sant'Elena, madre dell'imperatore Costantino. Dopo quasi vent'anni di battaglie in Terrasanta, Eustachius dovrà misurarsi con altri infedeli, più pericolosi di Turchi e Saraceni, perché molto più prossimi ai confini del mondo cristiano. I Tartari infatti sono ormai ovunque, tutto intorno al piccolo manipolo di uomini che viene assalito e depredato. Armato solo della propria spada e della sua fede, Eustachius dovrà combattere per strappare al capo dell'orda nemica la croce rubata e per sottrarre centinaia di cristiani alla crudeltà dei barbari invasori. Perché quella è la sua missione di cavaliere: difendere i deboli e la Croce. Sempre e a qualunque costo.

## Edizioni
- Guido Cervo, La croce perduta, Piemme, 2010,  p. 256, ISBN 978-88-566-2198-3.